# Daniel (노래)
〈Daniel〉은 엘튼 존과 버니 토핀이 작곡한 곡으로 1973년 음반 《Don't Shoot Me I'm Only the Piano Player》에 수록되었다. 영국에서는 이 노래가 공식 차트에서 4위에 올랐다. 미국에서는 1973년 봄 2주간 팝 차트 2위(폴 매카트니 앤 윙스의 〈My Love〉가 1위를 차지함), 어덜트 컨템포러리 차트 1위에 올랐다. 미국에서는 1995년 9월 골드, 2018년 5월 미국 음반 산업 협회에 의해 플래티넘 인증을 받았다. 캐나다에서는 올해 초 〈Crocodile Rock〉에 이어 두 번째 싱글 차트 1위에 올라 《RPM 100》 전국 싱글 차트에서 2주 동안 이 자리를 지켰다. 존과 토핀은 1973년 아이버 노벨로 어워드로 음악적과 서정적으로 최우수곡상을 받았다.
이탈리아의 패션 디자이너 도나텔라 베르사체는 이 노래의 이름을 따서 아들의 이름을 지었다.